# Glenea flavicapilla
Glenea flavicapilla é uma espécie de escaravelho da família Cerambycidae.  Foi descrito por Chevrolat em 1858.  É conhecida a sua existência no Gabão, a Costa do Marfim, Camarões, Gana, e Quénia.